# Sophronica nitida
Sophronica nitida är en skalbaggsart som beskrevs av Aurivillius 1907. Sophronica nitida ingår i släktet Sophronica och familjen långhorningar. Inga underarter finns listade i Catalogue of Life.